# 拉姆班会堂
拉姆班会堂（Ramban Synagogue，希伯來語：‎），是耶路撒冷旧城使用中第二古老的犹太会堂。它是由納賀蒙尼德拉比（他的名字通常缩写为Ramban）创建于1267年。今天，它位于犹太区Ha-Yehudim街与广场的拐角处。
该建筑有许多圆拱，在罗曼式和拜占庭柱子的上方。该建筑不具有哥特式或伊斯兰建筑特色，这表明原有建筑早于十字军时期。
会堂坐落在街道水平之下3米，以符合穆斯林对于齐米的宗教场所的限制：高度不得超过清真寺。

## 历史

### 13世纪
1267年，72岁的納賀蒙尼德被驱逐出阿拉贡后，回到以色列地。在一封写给儿子的信中，他描述耶路撒冷的犹太社区被十字军破坏得满目疮痍：
|  | 被遗弃的地方非常之多，所受的亵渎也非常之大。越是神圣的地方，所受的灾难也越大。耶路撒冷是所有最荒凉的地方。 ...有十个人在安息日聚在家中举行仪式。... 即使在毁灭中，这也是一个极美之地。 |

他努力重建犹太社区，将锡安山一个被破坏的房子，改建为犹太教堂。许多犹太人也闻讯迁至耶路撒冷。在蒙古入侵被击退前，经书被疏散到示剑。在三个星期内，为犹太新年，会堂准备好投入使用。

### 16世纪

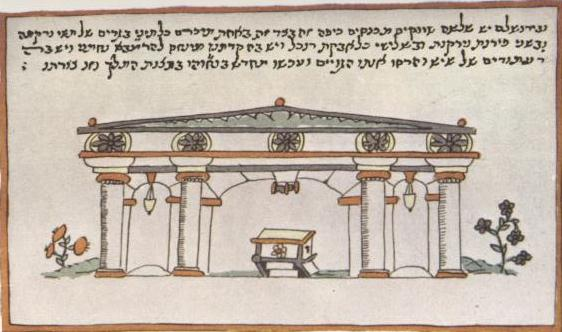
Shown in the Casale Pilgrim（16世纪）

1586年，犹太教堂在耶路撒冷的土耳其总督的命令下关闭。随后，塞法迪犹太人在相邻的地方建立了自己的中心。今天，约哈难拉比会堂设于此处。

### 19世纪
1835年，社区领导人设法取得了奥斯曼帝国政府许可，修复会堂。

### 20世纪
多年来，该建筑一直属于塞法迪社区，被穆夫提没收，改成清真寺，后又改为面粉厂和奶酪工厂。今天，它是由德系犹太人社区使用。
1948年第一次中东战争后，该建筑被阿拉伯军团摧毁。1967年六日战争后，犹太人收复了他们的财产，犹太会堂重新开放。